# 中润苏州中心
中润苏州中心，为中国江苏省苏州市的一个大型城市综合体，其中主楼高228米，是苏州市吴中区（排除苏州工业园区）的最高楼。

## 历史
该项目位于吴中商圈的中心地区，地处吴中区区政府附近。该项目包括公寓、购物中心、写字楼、酒店、文体会展中心五大业态。另外，苏州地铁2号线、3号线、4号线都经过该项目附近。